# Sonate K. 147
La sonate K. 147 (L.376) en mi mineur est une œuvre pour clavier du compositeur italien Domenico Scarlatti.

## Présentation
La sonate K. 147, en mi mineur, est sans indication de mouvement. Elle se développe dans une lente mélodie dans la première partie et la main gauche accompagne d'accords brisés l'essentiel de la seconde.
Son attribution est mise en doute par les musicologues dès Walter Gerstenberg (1933) et Joel Sheveloff (1970), avec les sonates K. 142 à 146 qui ne figurent pas dans les manuscrits de Venise et Parme, « comme étrangères à la forme et aux harmonies » du compositeur.

## Manuscrits
Les seules copies disponibles sont Münster V 22 et Vienne A 16. Mais le manuscrit Roussel de la bibliothèque de l'Arsenal (F-Pa, Ms. 6784) contient également la sonate. Il porte la date de 1735, antérieure à l'impression des Essercizi (1738).

## Interprètes
La sonate K. 147 est défendue au piano par Valerie Tryon (2000, APR) et Anne Queffélec (2014) ; au clavecin elle est enregistrée par Scott Ross (1985, Erato), Colin Tilney (1979), Christophe Rousset (1997), Nicolau de Figueiredo (2001, Intrada) et Cristiano Holtz (2016, Hortus), Pierre Hantaï (2020, Mirare).

## Sources
: document utilisé comme source pour la rédaction de cet article.
- Ralph Kirkpatrick (trad. de l'anglais par Dennis Collins), Domenico Scarlatti, Paris, Lattès, coll. « Musique et Musiciens », 1982 (1re éd. 1953 (en)), 493 p. (ISBN 978-2-7096-0118-4, OCLC 954954205, BNF 34689181).
- Alain de Chambure, « Domenico Scarlatti : Intégrale des sonates — Scott Ross », p. 188, Erato (2564-62092-2), 1985 (OCLC 891183737) .